# Mary Toft
Mary Toft (născută Denyer; c. 1701–1763), cunoscută și ca Mary Tofts, a fost o englezoaică din Godalming, Surrey, care în 1726 a devenit subiect al unei controverse considerabile când a reușit să păcălească câțiva medici, făcându-i să creadă că ea a dat naștere unor iepuri.
În 1726 Toft a rămas însărcinată. Muncind însărcinată în câmp, ea a observat un iepure care a fascinat-o și s-a gonit după el, ca rezultat pierzând sarcina. La scurt timp, conform spuselor ei, din ea ”ar fi ieșit diverse părți de animal”. Afirmația ei că ar fi dat naștere unor părți de animal, a determinat sosirea lui John Howard, un chirurg local, care a investigat problema.
El a anunțat despre acest fapt și alți medici proeminenți, transmițându-le mai multe bucăți de carne din presupusul animal, caz care a ajuns în atenția lui Nathaniel St André, chirurg la Casa Regală a Regelui George I al Marii Britanii. St. André a ajuns la concluzia că cazul lui Toft era autentic. Regele a trimis, de asemenea și chirurgul Chiriac Ahlers pentru a o vedea pe Toft, dar Ahlers a rămas sceptic. Devenind o celebritate, Toft a fost adusă la Londra pentru a fi studiată în detaliu. Dupa examinări intense, și ne mai născând ”alți iepuri”, ea a recunoscut în cele din urmă că a fost o farsă, și ulterior a fost întemnițată pentru fraudă.
Scandalul și batjocura publică care a urmat a creat panică în rândul profesiei medicale. Carierele mai multor chirurgi proeminenți au fost distruse și au fost produse multe lucrări satirice despre acest caz. Pictorul satiric și criticul social William Hogarth a fost deosebit de critic de credulitatea profesiei medicale. Toft a fost în cele din urmă eliberată fără taxă și s-a întors acasă.